# IGS Kreyenbrück
Die IGS Kreyenbrück ist eine Integrierte Gesamtschule mit gymnasialer Oberstufe in Oldenburg in Niedersachsen.

## Überblick
Die Schule befindet sich im Stadtteil Kreyenbrück und bietet Unterricht für die Jahrgänge 5 bis 13 an. Sie legt besonderen Wert auf Ganztagsbetreuung sowie individuelle Förderung. Seit ihrer Gründung im Jahr 2010 verfolgt die Schule das Ziel, jedem Kind die Möglichkeit zu geben, sich nach seinen Stärken und Interessen zu entwickeln. Die Schule zählt zu den drei integrierten Gesamtschulen der Stadt Oldenburg.

## Schulprofil
Die Schule bietet ein modernes pädagogisches Konzept und eine gute Ausstattung. Als Ganztagsschule ermöglicht sie den Schülern die Teilnahme an verschiedenen Arbeitsgemeinschaften (AGs) in Bereichen wie Musik, Sport, Kunst, Technik oder Sozialem.
Ab der 5. Klasse wird Englisch unterrichtet, während ab der 6. Klasse Französisch, Spanisch oder Niederländisch hinzukommen. In der Oberstufe gibt es weitere Fremdsprachenoptionen.
Auch Schüler mit besonderen Bedürfnissen erhalten gezielte Unterstützung.

## Kollegium und Organisation
Das Kollegium der IGS Kreyenbrück umfasst rund 80 Lehrkräfte, die sich auf verschiedene Fachbereiche wie Sprachen, Naturwissenschaften, Kunst, Sport und Gesellschaftslehre verteilen. Die Schulleitung koordiniert die organisatorischen Abläufe und die Zusammenarbeit der Jahrgangsteams. Regelmäßige Fortbildungen sichern die Qualität des Unterrichts.

## Pädagogisches Konzept
Die IGS Kreyenbrück setzt auf innovative Ansätze wie den KOMPASS-Tag, der soziale Kompetenzen fördert. Zudem gibt es das Programm Lernen durch Engagement (LdE), bei dem Schüler ehrenamtliche Aufgaben übernehmen, um Verantwortung zu lernen.
Es finden regelmäßige Feedbackrunden statt, bei denen Lehrer, Eltern und Schüler gemeinsam daran arbeiten, das Lernen zu verbessern. Durch Projekte und Arbeitsgemeinschaften wird das Gemeinschaftsgefühl gestärkt.

## Leitbild und Werte
Die IGS Kreyenbrück orientiert sich an einem klaren Leitbild, das auf die Stärkung sozialer Kompetenzen, individuelle Förderung und eine respektvolle Zusammenarbeit setzt. Die Werte Toleranz, Verantwortung und Vielfalt prägen das Schulleben und den Umgang miteinander.

## Projekte und Aktivitäten
Schulsozialarbeit
Die Schulsozialarbeit an der IGS Kreyenbrück unterstützt Schüler in sozialen und persönlichen Belangen. Sie arbeitet präventiv und bietet Hilfe bei Konflikten, Schwierigkeiten im Schulalltag und der Entwicklung sozialer Kompetenzen.
Streitschlichterprogramm
Die Schule hat ein Streitschlichterprogramm, bei dem Schüler zu Konfliktlotsen ausgebildet werden. Sie helfen ihren Mitschülern, Konflikte eigenständig und fair zu lösen, und tragen damit zu einem positiven Schulklima bei.
Erste-Hilfe-Team
Das Erste-Hilfe-Team der Schule besteht aus engagierten Schülern, die im Notfall erste Hilfe leisten können. Sie werden regelmäßig geschult und sind bei Schulveranstaltungen und im Alltag aktiv.
KLT-Konzept (Klassenlehrerteams)
Die IGS Kreyenbrück setzt auf das Konzept der Klassenlehrerteams (KLT). Jede Klasse wird von einem festen Team aus zwei Lehrkräften betreut, die gemeinsam für die Organisation und pädagogische Unterstützung verantwortlich sind. Dieses Konzept fördert eine enge Bindung zwischen Schülern und Lehrkräften und erleichtert die individuelle Förderung.
Sonderpädagogische Beratung
Für Schüler mit besonderem Förderbedarf bietet die IGS Kreyenbrück eine umfangreiche sonderpädagogische Beratung an. Ein Team aus Fachkräften unterstützt die Schüler individuell und arbeitet eng mit Eltern und Lehrkräften zusammen.
Kooperationen
Die IGS Kreyenbrück arbeitet mit zahlreichen Partnern zusammen. Dazu gehören regionale Unternehmen, Vereine und Bildungseinrichtungen, die Projekte und Angebote für die Schüler bereitstellen. Diese Kooperationen fördern praxisnahes Lernen und bieten Einblicke in die Berufswelt.
Farbenfroh Kulturfestival
Die IGS Kreyenbrück veranstaltet jährlich das Farbenfroh Kulturfestival, bei dem Schüler, Eltern und die Nachbarschaft zusammenkommen. Das Festival bietet interaktive Formate wie Musik, Tanz und Kunst. Es wird von Schülern organisiert und spiegelt die kulturelle Vielfalt der Schulgemeinschaft wider.
Schulgarten
Der Schulgarten der IGS Kreyenbrück bietet den Schülern die Möglichkeit, praktische Erfahrungen im Gartenbau zu sammeln. Hier lernen sie ökologische Zusammenhänge und nachhaltige Lebensweisen kennen. Der Garten ist ein zentraler Bestandteil des Umweltbildungsprogramms der Schule.
KostBar
Die KostBar ist das Schülercafé der IGS Kreyenbrück. Hier können Schüler und Lehrkräfte in den Pausen gesunde Snacks genießen. Das Café wird von Schülern betrieben, die dadurch Einblicke in den Bereich Gastronomie und Organisation erhalten.
ÜBEBÜRO
Das ÜBEBÜRO unterstützt Schüler bei der Bearbeitung von Hausaufgaben und gibt ihnen die Möglichkeit, gezielt für Klassenarbeiten zu üben. Es ist während der Unterrichtszeit sowie nachmittags geöffnet und wird von Fachlehrkräften betreut.

### Gymnasiale Oberstufe
Die Oberstufe der IGS Kreyenbrück umfasst die Klassen 11 bis 13. Die Schüler können aus verschiedenen Schwerpunkten wählen, darunter Naturwissenschaften, Sprachen, Gesellschaftswissenschaften, Kunst und Sport.
Am Ende der Qualifikationsphase können sie die allgemeine Hochschulreife (Abitur) erwerben.

### Kooperation mit anderen Schulen
Die IGS Kreyenbrück arbeitet mit anderen Schulen in Oldenburg zusammen, um ein breiteres Kursangebot bereitzustellen. Schüler können Fächer an anderen Schulen belegen, wenn diese an der IGS nicht angeboten werden. Mindestens drei der fünf Prüfungsfächer müssen jedoch an der eigenen Schule belegt werden.
Ein gemeinsamer Stundenplan sorgt dafür, dass die Schüler Kurse an mehreren Schulen besuchen können, ohne dass sich die Zeiten überschneiden.

### Schulentwicklung und Bedeutung
Im Schulentwicklungsplan der Stadt Oldenburg wird die IGS Kreyenbrück als wichtiger Bestandteil der regionalen Schullandschaft beschrieben. Es gibt Empfehlungen, die darauf abzielen, die Schule langfristig weiterzuentwickeln.